# مارغريت سكوبي
مارغريت سكوبي (بالإنجليزية: Margaret Scobey)‏ ـ (ولدت حوالي سنة 1949) هي دبلوماسية أمريكية، كانت نائبة لرئيس البعثة الدبلوماسية الأمريكية في الرياض (سبتمبر 2001 ـ نوفمبر 2003)، ثم سفيرة للولايات المتحدة الأمريكية في سوريا (عامي 2004 و2005) ثم مستشارًا سياسيًا في بغداد (عامي 2006 و2007) ثم عُينت في فبراير 2008 سفيرة للولايات المتحدة الأمريكية في مصر، وهو المنصب الذي ظلت فيه حتى سنة 2011.